# Коле ди Сора II (Фрозиноне)
Коле ди Сора II је насеље у Италији у округу Фрозиноне, региону Лацио.
Према процени из 2011. у насељу је живело 63 становника. Насеље се налази на надморској висини од 440 м.